# Joan Feynman
Joan Feynman (Nueva York, 31 de marzo de 1927-Ventura, California, 22 de julio de 2020) fue una astrofísica estadounidense. Hizo contribuciones importantes al estudio de partículas y campos del viento solar, relaciones Sol-Tierra y física magnetosférica. En particular, Feynman fue conocida por desarrollar la comprensión del origen de las auroras polares. Fue también conocida por crear un modelo que predice el número de partículas de alta energía que tienen probabilidad de golpear una aeronave a lo largo de su vida útil, y por crear un método para predecir las variaciones solares.

## Primeros años
Feynman se crio en Far Rockaway, Queens, Ciudad de Nueva York, junto con su hermano mayor, Richard Feynman. Sus padres fueron Lucille Feynman (de soltera, Phillips), ama de casa, y Melville Arthur Feynman, hombre de negocios. Su familia era originaria de Rusia y Polonia; ambos progenitores eran judíos asquenazí. Como su hermano, Joan fue una niña inquisitiva, y mostró  interés en comprender el mundo natural desde una edad temprana. Aun así, tanto su madre como su abuela la disuadían de su interés en la ciencia, ya que creían que los cerebros de las mujeres no eran físicamente capaces de comprender conceptos científicos complejos de la misma manera que los de los hombres. A pesar de esto, su hermano Richard siempre alentó su curiosidad sobre el universo. Fue él quien originalmente introdujo a la joven Joan en el conocimiento de las auroras cuando, una noche, la sacó de la cama para contemplar las parpadeantes luces de una de ellas sobre un campo vacío de golf cerca de su casa. Más tarde, Feynman se encontraría a sus anchas en un libro de astronomía que le había dado su hermano. Se convenció de que, efectivamente, podía estudiar ciencia, cuándo se topó con un gráfico basado en las investigaciones de la notable astrónoma Cecilia Payne-Gaposchkin.

## Formación
Se graduó en la Universidad de Oberlin. Más tarde asistió a la Universidad de Siracusa, donde estudió teoría del estado sólido en el departamento de física dirigido por Melvin Lax. Durante sus años de licenciatura, Feynman tomó un año sabático para vivir en Guatemala, donde estudió la antropología de los mayas que allí vivieron. Feynman finalmente consiguió su doctorado en físicas en 1958 en la Universidad de Siracusa. Su tesis trataba sobre la «absorción de radiación infrarroja en cristales de estructuras reticulares tipo diamante». Realizó el trabajo postdoctoral en el Observatorio Terrestre Lamont-Doherty de la  Universidad de Columbia.

## Carrera

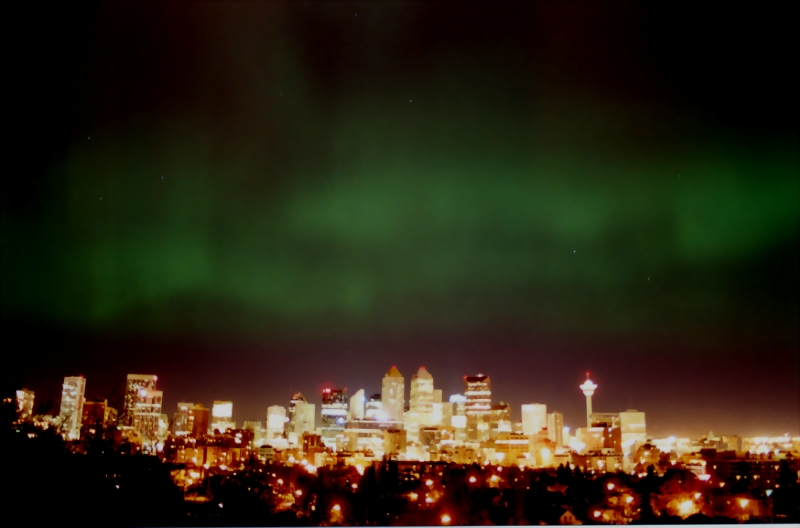
Aurora sobre Calgary

Pasó la mayoría de la carrera estudiando las interacciones entre el viento solar y la magnetosfera de la Tierra. Mientras trabajaba en el Centro de investigación Ames de la NASA en 1971, Feynman descubrió que la emisión periódica de material solar conocida como eyección de masa coronal (CME) solar podía ser identificada por la presencia de helio en el viento solar. Esto fue un importante hallazgo porque, a pesar de que se conocían ya las CME, hasta entonces habían sido difíciles de detectar.
Después del tiempo en Ames-NASA, Feynman pasó por diversos puestos como investigadora diferentes. Estos incluyeron el Observatorio de Gran Altitud; el Centro Nacional para la Investigación Atmosférica en Boulder, Colorado; la Fundación Nacional de Ciencia en Washington D. C.; y la Universidad de Boston en Massachusetts. Finalmente, en 1985 aceptó un cargo en el Laboratorio de Propulsión de Jets en Pasadena, California, en el que permaneció hasta su jubilación .
Como parte de su investigación, hizo un descubrimiento crítico sobre la naturaleza y causa de las auroras. Utilizando datos recogidos por una aeronave de la NASA conocida como Explorer 33, demostró que la aparición de auroras es un producto de la interacción entre la magnetósfera de la Tierra y el campo magnético del viento solar.
Feynman también colaboró en el desarrollo de un nuevo modelo para estimar los riesgos medioambientales del entorno espacial local. Este trabajo se emprendió porque se sabía que las eyecciones de masa coronal de alto velocidad causaban tormentas geomagnéticas, las cuales pueden tener efectos peligrosos tanto en las aeronaves en funcionamiento como en cualquier ser humano que pueda encontrarse en el espacio en ese momento. Dichas eyecciones causan ondas de choque en el viento solar, acelerando las partículas solares y provocando tormentas geomagnéticas cuando las partículas llegan al borde exterior de la magnetosfera terrestre. A menudo, el inicio de tales tormentas se asocia a una alta afluencia de protones, los cuales pueden causar estragos en los sistemas de comunicaciones y en las actividades de vuelo espacial. El modelo de Feynman finalmente ayudó a los ingenieros a determinar el flux de partículas de energía alta que afectaría a una aeronave a lo largo de su ciclo de vida funcional. Su trabajo en esta área condujo a nuevos e importantes desarrollos en el diseño de aeronaves futuras.
Más adelante, estudió la ciencia detrás del cambio climático. Estuvo particularmente interesada en los eventos solares transitorios y las variaciones del ciclo solar. Entre otras cosas, estudió la influencia del sol en las anomalías de los patrones del clima invernal, conocidas como el oscilaciones árticas o Modo Anular del Norte (NAM). Junto con su colega (y marido) Alexander Ruzmaikin, descubrió que para periodos de actividad solar más baja, el índice NAM es sistemáticamente más bajo. Tales periodos de actividad solar baja coinciden con periodos de enfriamiento en ciertas partes del mundo; por ejemplo, esto se percibió en Europa durante una época conocida como la Pequeña Edad de Hielo Feynman y sus colegas también descubrieron un vínculo entre variabilidad solar y cambio climático en los niveles de agua del Nilo en la antigüedad. Durante periodos de actividad solar alta, las condiciones alrededor del Nilo eran más secas y cuándo la actividad solar era baja,  más húmedas.
En 1974, fue la primera mujer en ser elegida para un cargo en la Unión Geofísica Americana (AGU). También organizó un comité en la AGU para el trato justo a las mujeres dentro de la comunidad geofísica. Ha sido miembro  de la Unión Astronómica Internacional durante un periodo de tiempo. Fue miembro de varias subdivisiones de la IAU, incluyendo: División E, Sol y Heliosfera; División G, Estrellas  y Física Estelar; y División E, Comisión 49, Plasma Interplanetario y Heliosfera. .
Se retiró del Laboratorio de Propulsión de Jets como científica sénior en 2003. Pero continuó trabajando, y publicó un trabajo en 2009 sobre la influencia de la actividad solar en el clima del primer milenio.
Durante su carrera, fue autora o coautora de más de cien publicaciones científicas. También editó tres libros científicos.

## Premios y honores
Fue elegida dos veces secretaria de la Sección de Física Solar e Interplanetaria de la Unión Geofísica Americana.
En 2002, fue designada como una de los científicos senior de élite del Laboratorio de Propulsión de Jets de búsqueda.
En 2002, obtuvo la Medalla al Logro Excepcional de la NASA.

## Vida personal
Estuvo casada con el astrofísico Alexander Ruzmaikin desde 1987. Tuvo una hija, Susan Hirshberg, y dos hijos, Charles Hirshberg y Mate Hirshberg, de su primer matrimonio con Richard Hirshberg.